# Bear’s Den (Band)
Bear’s Den ist eine Folk- und Indieband aus Großbritannien.

## Geschichte
Bear’s Den wurde 2012 in London gegründet. Die Band setzt sich aus Andrew Davie (Leadsänger und Gitarre), Kevin Jones (Sänger, Schlagzeug und Gitarre) und Joey Haynes (Sänger, Banjo und Gitarre) zusammen, welcher allerdings im Frühjahr 2016 die Band verließ und für die 2016/2017 Tournee durch Europa und Nordamerika durch den Niederländer Christof van der Ven ersetzt wurde (nicht als offizielles Mitglied).
Bear’s Den hat bisher drei Alben veröffentlicht: Islands erschien am 20. Oktober 2014, ihr zweites Studioalbum Red Earth & Pouring Rain am 22. Juli 2016 und So That You Might Hear Me am 26. April 2019. Islands schaffte es auf Rang 49 der UK Album Charts.
2019 veröffentlichten sie 5 Singles.
Bereits 2012 absolvierte die Band ihre erste Tournee durch die USA, es folgten zahlreiche weitere Auftritte unter anderem mit Mumford & Sons und Daughter, sowie Touren durch Europa und Australien. Im Juli 2019 trat Bear’s Den als Vorgruppe bei den vier Deutschland-Konzerten von Neil Young auf.
Im Juli 2019 trat die Band beim Hurricane Festival in Scheeßel auf und Ende November 2019 in den Städten München, Köln und Hamburg (welche ausverkauft waren).

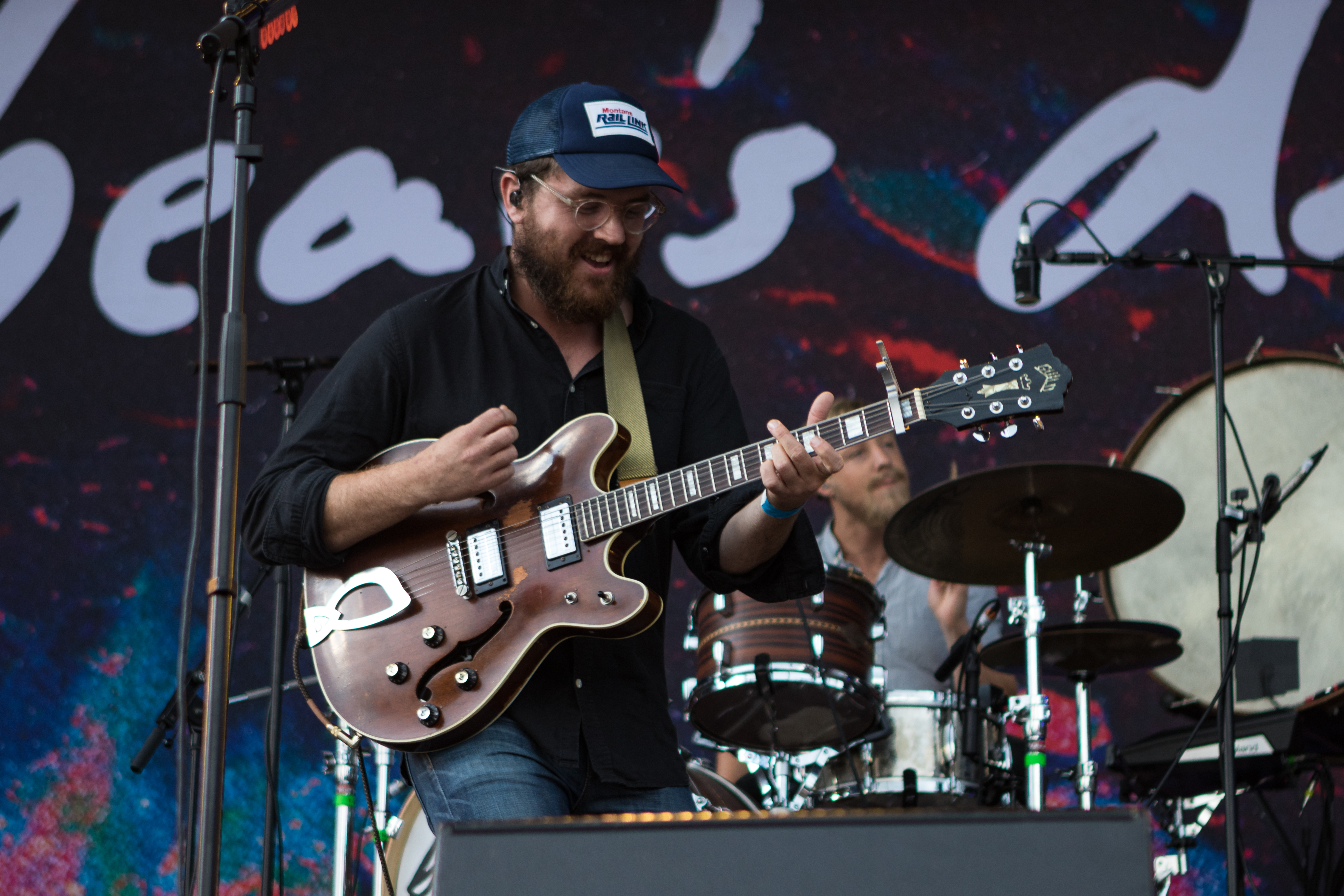
Andrew Davie
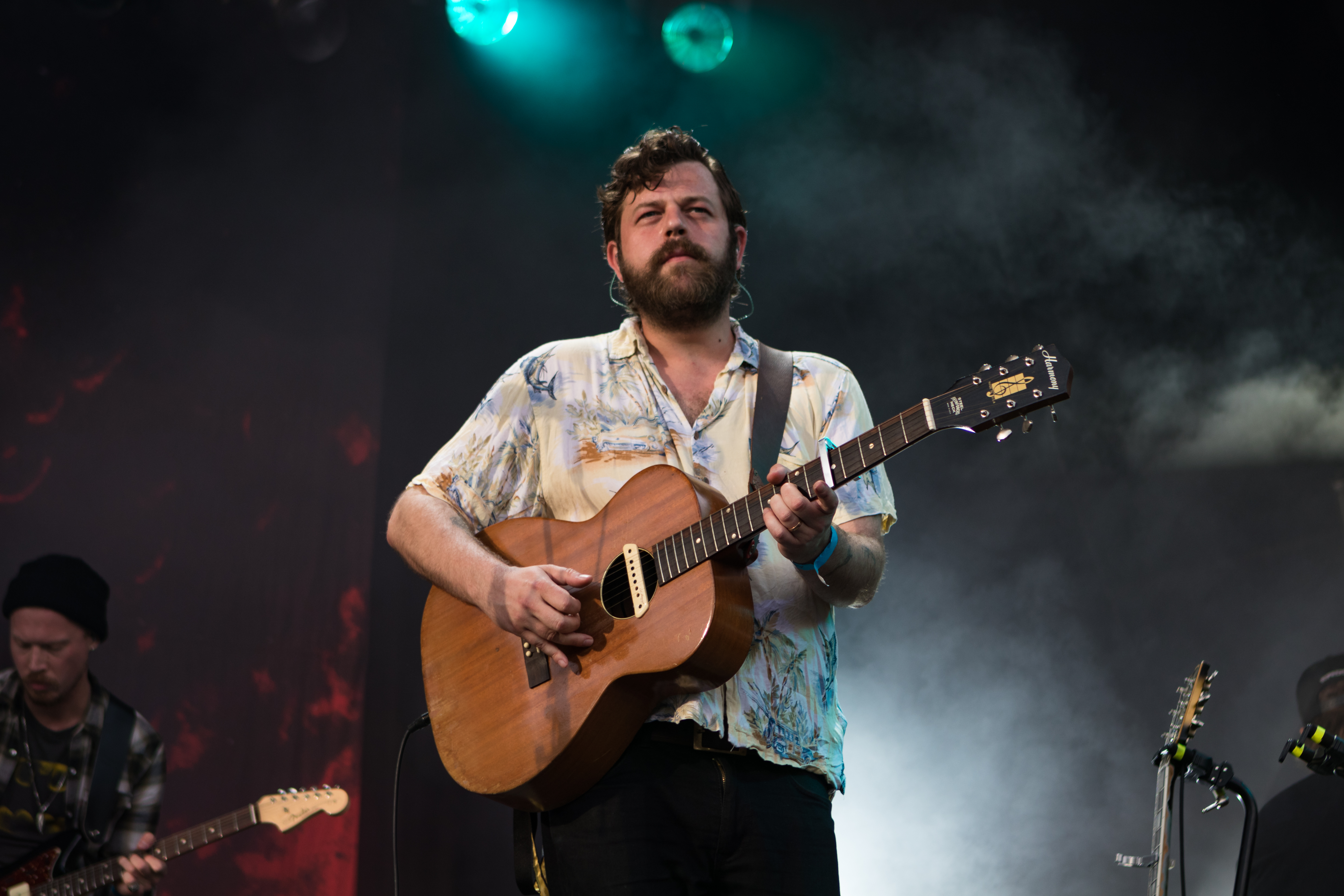
Kevin Jones

## Auszeichnungen
Die Band wurde im Laufe ihrer Karriere für mehrere Musikpreise nominiert, wobei Above the Clouds of Pompeii der Band eine Nominierung für den Ivor Novello Award for Best Song Musically and Lyrically 2015 einbrachte. Die Band erhielt zwei Nominierungen für die UK Americana Awards 2016, Artist of the Year und Song of the Year für Agape. Im Juni 2014 gewannen Bear’s Den den mit 2500 Pfund (etwa 3400 Euro) dotierten Monumentum Deezer Award der PRS for Music Foundation.

## Diskografie
Alben
- 2013: Agape (EP, Communion Records)
- 2014: Without/Within (EP, Communion Records)
- 2014: Islands (Communion Records)
- 2016: Red Earth & Pouring Rain
- 2019: So That You Might Hear Me
- 2020: Fragments (mit Paul Frith)
- 2022: Blue Hours

Singles
- 2013: Agape (UK: Silber)
- 2014: Elysium
- 2014: Above the Clouds of Pompeii (UK: Silber)